# فاليريا سارمينتو
فاليريا سارمينتو (بالإسبانية: Valeria Sarmiento)‏ هي منتجة أفلام وكاتبة سيناريو ومونتيرة ورسامة ومخرجة وممثلة تشيلية، ولدت في 1948 في فالبارايسو في تشيلي. من الجوائز التي نالتها زمالة غوغنهايم.

## جوائز
- زمالة غوغنهايم

## وصلات خارجية
- فاليريا سارمينتو على موقع IMDb (الإنجليزية)
- فاليريا سارمينتو على موقع ألو سيني (الفرنسية)
- فاليريا سارمينتو على موقع أول موفي (الإنجليزية)
- فاليريا سارمينتو على موقع قاعدة بيانات الأفلام السويدية (السويدية)
- فاليريا سارمينتو على موقع قاعدة بيانات الفيلم (الإنجليزية)
- فاليريا سارمينتو على موقع كينوبويسك (الروسية)